# Tipula (Eremotipula) kirkwoodi
Tipula (Eremotipula) kirkwoodi is een tweevleugelige uit de familie langpootmuggen (Tipulidae). De soort komt voor in het Nearctisch gebied.